# ۱۵ (میلادی)

## رویدادها
بر اساس مکان
امپراتوری روم
- افسر رومی والریوس گراتوس فرماندار یهودیه شد.
- بنیاد نهادن شهر رومی اِمونا (با نام امروزی لیوبلیانا، پایتخت کشور اسلوونی).
- استقرار یکی از لژیون‌های (تیپ های) رومی به نام لژیون ۲۱ راپاکس در رگنسبورگ (جنوب شرقی آلمان امروزی).
- وارنا (اودسوس)، در ساحل دریای سیاه بلغارستان، به استان رومی موئسیا ضمیمه شده است.[۱]
- لوسیوس پومپومیوس فلاکوس در رم به عنوان رایزن برگزیده شد.
- در روم، انتخاب قضات از مردم به امپراتور و سنا منتقل می‌شود.[۲]
- رودخانه تیبر بخش‌هایی از رم را سیل فرا گرفت.

بر اساس موضوع
هنرها و علوم
- نیکولاس دمشقی زندگینامه امپراتور آگوستوس (بیوس کایساروس) را می‌نویسد.

## زادروزها
- ۲۴ سپتامبر - ویتلیوس، امپراتور روم
- ۶ (یا احتمالاً ۱۶) نوامبر - آگریپینای جوان، شهبانوی روم

- بلیناس حکیم، فیلسوف یونانی (د. حدود 97 پس از میلاد)

- انیا تراسیلا، نجیب زاده رومی (متوفی 38 پس از میلاد)

- لولیا پائولینا، امپراتور روم (متوفی ۴۹ پس از میلاد)

- لوسیوس ورجینیوس روفوس، کنسول روم (متوفی 97 پس از میلاد)

## درگذشتگان
لوسیوس سیوس استرابون، بخشدار پراتوری رومی (متولد 46 قبل از میلاد)